# Округ Тејлор (Тексас)
Округ Тејлор (енгл. Taylor County) је округ у америчкој савезној држави Тексас. По попису из 2010. године број становника је 131.506.

## Демографија
Према попису становништва из 2010. у округу је живело 131.506 становника, што је 4.951 (3,9%) становника више него 2000. године.
| Група             | 2000.          | 2010.          |
| Белци             | 91.999 (72,7%) | 88.121 (67,0%) |
| Афроамериканци    | 8.517 (6,7%)   | 9.699 (7,4%)   |
| Азијати           | 1.577 (1,2%)   | 2.073 (1,6%)   |
| Хиспаноамериканци | 22.328 (17,6%) | 29.074 (22,1%) |
| Укупно            | 126.555        | 131.506        |